# Chris Hemsworth
Christopher "Chris" Hemsworth (Melbourne, 11 d'agost de 1983) és un actor australià, nominat el 2012 al premi BAFTA en la categoria de Millor Estrella Emergent.
El 2010 la revista GQ el va triar "Home de l'Any". Hemsworth va saltar a la fama en 2004 en interpretar el paper de Kim Hyde en la sèrie Home and Away australiana i pel paper de Capità George Kirk en la pel·lícula Star Trek el 2009. Hemsworth és més conegut globalment per interpretar Thor en les adaptacions cinematogràfiques dels còmics de Marvel en les pel·lícules Thor i The Avengers i per la seva interpretació en el film Blancaneu i la llegenda del caçador que va obtenir el reconeixement internacional per la seva interpretació.

## Biografia

### Primers anys i la seva família
Chris Hemsworth va néixer a Melbourne, Victòria, Austràlia,com fill de Craig Hemsworth, assistent social de protecció de menors i Leonie Hemsworth, una professora d'anglès. Té arrels neerlandeses per part del seu avi i és el mitjà de tres germans; La família va haver de traslladar per motius de treball del seu pare a Bulman, una petita comunitat aborigen a la regió de l'Outback, situada al Territori del Nord i després a Phillip Island, on es va assentar i va créixer. Allà va anar al Heathmont Secondary College i passava molt de temps fent surf amb els seus germans Luke i Liam.
Com ell descriu;
| «                 | Els meus primers records són als ranxos de bestiar al Outback, i després em vaig traslladar a Melbourne. Certament la major part de la meva infància va ser a Melbourne, però probablement els meus records més vívids eren allà, (a Bulman) amb els cocodrils i búfals. Van ser canvis molt diferents en la vida". | » |
| — Chris Hemsworth | |   |

Abans del treballar com a actor, Hemsworth va treballar en una empresa de productes de lloguer i en una granja a l'Outback. El 2004, amb 21 anys, es va mudar a Sydney per llançar la seva carrera com a actor. Allí va estudiar anglès estatunidenc per a adaptar el seu idioma natiu, l'anglès australià, i es va graduar a la Screenwise" Acting School for Film and Television, una escola per a actors de cinema i televisió. L'any 2009 es va traslladar als Estats Units d'Amèrica per a seguir la seva carrera, amb el seu germà Liam Hemsworth.

## Vida personal
Chris va sortir amb l'actriu australiana Isabel Lucas des del 2005 fins al juny del 2006, tots dos es van conèixer durant el rodatge de la sèrie australiana Home and Away.
El setembre del 2010, a la inauguració del Museu d'Art del Comtat de Los Angeles, a Califòrnia, Hemsworth va palesar la seva nova parella, en aparèixer acompanyat de l'actriu, model i productora espanyola Elsa Pataky. Una relació que havien mantingut secreta durant mesos. El 25 de desembre del mateix any, Elsa Pataky i Chris Hemsworth, durant una petita cerimònia íntima van celebrar les seves noces en secret a una illa d'Indonèsia. L'11 de maig del 2012, va néxier a Notting Hill, Londres, la seva primera filla: Índia Rose. Al novembre de 2013, el matrimoni dona a conèixer el segon embaràs d'Elsa Pataky i el gener de 2014 es confirma que esperen bessons. El 18 de març de 2014, Elsa dona a llum a dos bessons, nen i nena, Tristán i Sasha Hemsworth Pataky a l'Hospital Cedars-Sinaí de Los Angeles, Califòrnia.

## Carrera cinematogràfica

### Primers treballs (2002-2008)
Hemsworth va començar la seva carrera com a actor realitzant petits papers en diverses sèries australianes entre el 2002 i el 2004: Guinevere Jones, Marshall Law, Fergus McPhail, The Saddle Club i Neighbours. El 2004 va obtenir el paper de Kim Hyde i per al qual va mudar a Sydney per unir-se a l'elenc de Home and Away. Per la seva actuació a Home and Away va rebre dues nominacions als «Premis Logie» i va guanyar un premi «Most Popular New Talent» l'any 2005. El 2006 va participar en la cinquena temporada del programa de ball Dancing with the Stars, amb la seva companya Abbey Ross, però van ser la sisena parella en ser eliminada de la competència. El 3 de juliol de 2007 va deixar la sèrie Home and Away, per a seguir avançant en la seva carrera. William Ward, el seu actual representant, trobat durant un dels seus viatges d'exploració de nous actors, a Austràlia, va dur Hemsworth als Estats Units per a seguir amb la seva carrera, amb el seu germà Liam.

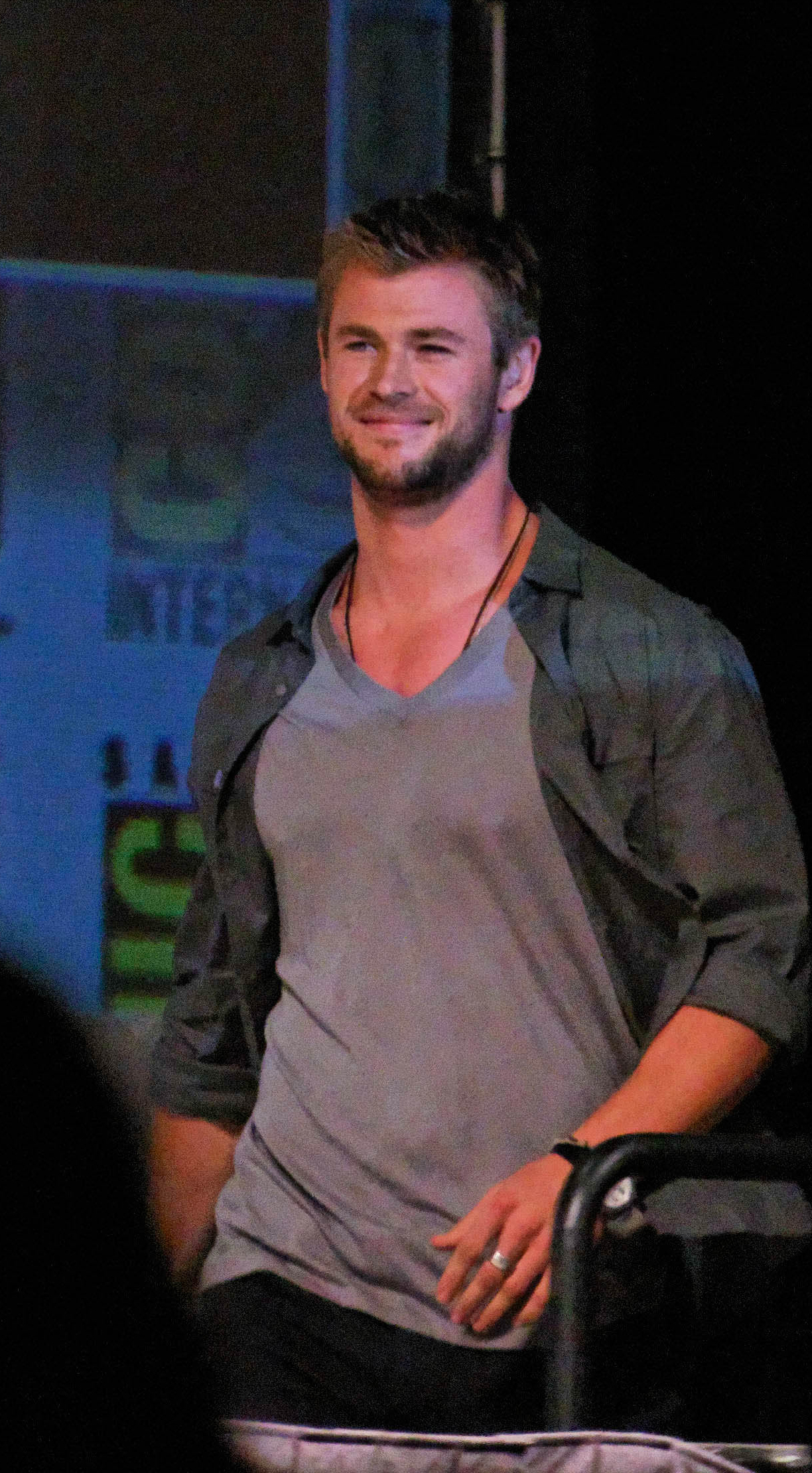
Chris Hemsworth el 2010

### Revelació (2009-2010)
El 2009 va debutar al cinema estatunidenc interpretant el Primer Oficial George Kirk, el pare de James T. Kirk, a la pel·lícula dirigida per J.J. Abrams: Star Trek. Aquell mateix any va aparèixer a la pel·lícula independent Ca$h del director Stephen Milburn Anderson, al costat de Sean Bean. També va aparèixer al curtmetratge Ollie Klublershturf vs the Nazis i al thriller A Perfect Getaway del director David Twohy, al costat de Milla Jovovich i Steve Zahn, al qual va interpretar Kale, un sospitós turista a les illes de Hawaii. El 2010 va gravar la pel·lícula Red Dawn, remake de la pel·lícula de 1984 dirigida per Dan Bradley on interpretarà Jed Eckert juntament amb l'actor Josh Hutcherson, on un grup d'adolescents impediran que el seu poble sigui envaït pels soldats de Corea del Nord. Està prevista que s'estreni al novembre del 2012.

### Èxit internacional (2011-2012)
El 2011 va interpretar el poderós déu del tro Thor, paper que va aconseguir pel seu propi mèrit i que el fa fer famós tot arreu al món. Thor és un déu de la mitologia nòrdica i germànica, príncep d'Asgard i fill d'Odín, rei d'aquest regne mític, en l'adaptació cinematogràfica del còmic de Marvel, The Walt Disney Company; Thor. Dirigida per Kenneth Branagh, en la qual interpretarà un príncep arrogant i vanitós que és desterrat a la Terra sense els seus poders i sense la seva poderosa arma, el martell Mjolnir, obligat a viure entre els éssers humans com a càstig per a les seves imprudents accions. La pel·lícula va ser estrenada el 6 de maig del 2011. També, el 2011 va gravar el thriller The Cabin in the Woods. Aquesta pel·lícula va ser estrenada en els cinemes l'abril del 2012.
Eln 2012 va protagonitzar l'adaptació cinematogràfica del còmic de Marvel, The Avengers, on va tornar a interpretar el paper del tot poderós déu del tro Thor'. Durant el 2012 també va arribar a la pantalla gran internacional amb la superproducció Blancaneu i la llegenda del caçador.

### Estabilització a la pantalla gran (2013 en endavant)
Hemsworth té signats diversos contractes per als propers anys: tres parts de The Avengers i tres per Thor. El 2013 va protagonitzar la pel·lícula Rush dirigida per Ron Howard, una pel·lícula d'acció nord-americana en la qual dona vida al campió del món de Fórmula 1, James Hunt. La pel·lícula es basa en el duel entre el pilot James Hunt i el pilot Niki Lauda, interpretat per l'actor Daniel Brühl, durant la temporada de Fórmula 1 de 1976. També intervenen Daniel Brühl, Olivia Wilde i Natalie Dormer. Durant aquest any també se li podrà veure a la pantalla gran en interpretar a un agent secret israelià a la pel·lícula Shadow Runner.
El 8 de novembre de 2013 s'estrena la segona part de Thor: Thor: The Dark World, al costat de Natalie Portman, Anthony Hopkins i Tom Hiddleston.
El 2014 es tirarà al mar Al cor del mar, pel·lícula basada en fets reals, an la qual es narra la història d'un vaixell i els seus tripulants, uns mariners que es dedicaven a caçar balenes el 1820 fins que un catxalot destrossa el vaixell i tota la seva tripulació queda a mercè del mar. El primer oficial de l'embarcació haurà de salvar les vides de tots els mariners: adaptació cinematogràfica de la premiada novel·la homònima de Nathaniel Philbrick. Durant aquest mateix any, el maig del 2014, també està prevista la seqüela de The Avengers, on Hemsworth tornarà a interpretar el déu Thor.

## Filmografia

### Cinema
| Any  | Títol                                                     | Personatge            | Notes                          |
| ---- | --------------------------------------------------------- | --------------------- | ------------------------------ |
| 2009 | Star Trek                                                 | Sr. George Kirk       |                                |
| 2009 | A Perfect Getaway                                         | Kale                  |                                |
| 2010 | Ollie Klublershturf vs the Nazis                          | Chad                  |                                |
| 2010 | Ca$h                                                      | Sam Phelan            |                                |
| 2011 | Thor                                                      | Thor/Dr. Donald Blake |                                |
| 2012 | Blancaneu i la llegenda del caçador                       | Eric, el caçador      |                                |
| 2012 | The Avengers                                              | Thor/Dr. Donald Blake |                                |
| 2012 | Red Dawn                                                  | Jed Eckert            |                                |
| 2012 | The Cabin in the Woods                                    | Curt                  |                                |
| 2013 | Thor: The Dark World                                      | Thor/Dr. Donald Blake |                                |
| 2013 | Rush                                                      | James Hunt            |                                |
| 2013 | Star Trek Into Darkness                                   | George Kirk           |                                |
| 2015 | Blackhat                                                  | Nicholas Hathaway     |                                |
| 2015 | Al cor del mar                                            | Owen Chase            |                                |
| 2015 | Avengers: Age of Ultron                                   | Thor/Dr. Donald Blake |                                |
| 2015 | Vacation                                                  | Stone Crandall        |                                |
| 2016 | Caçafantasmes                                             |                       |                                |
| 2017 | Thor: Ragnarok                                            | Thor/Dr. Donald Blake |                                |
| 2017 | Les cròniques de Blancaneu: El caçador i la reina del gel | Eric, el Caçador      |                                |
| 2018 | Avengers: Infinity War                                    | Thor/Dr. Donald Blake |                                |
| 2018 | 12 valents                                                | Capità Mitch Nelson   |                                |
| 2018 | Bad Times at the El Royale                                | Billy Lee             |                                |
| 2019 | Avengers: Endgame                                         | Thor                  |                                |
| 2019 | Men in Black: International                               | Henry / Agent H       |                                |
| 2019 | Jay and Silent Bob Reboot                                 | N/S                   | Postproducció                  |
| 2020 | Dhaka                                                     | Tyler Rake            | Postproducció; també productor |
| 2021 | Thor: Love and Thunder                                    | Thor                  |                                |

### Sèries de televisió
| Any       | Títol           | Personatge | Episodi/s              |
| --------- | --------------- | ---------- | ---------------------- |
| 2002      | Neighbours      | Jamie Kane | Episodi 14.069         |
| 2002      | Marshall Law    | Nen        | Domestic Bliss         |
| 2002      | Guinevere Jones | Rei Artús  | Hard Rain i Love Hurtd |
| 2003      | The Saddle Club | Veterinari | Tenderfoot             |
| 2004      | Fergus McPhail  | Craig      | In a Jam               |
| 2004-2007 | Home and Away   | Kim Hyde   | 186 episodis           |